# José Manuel Ayoví
José Ayoví (Atacames, Ecuador; 6 de diciembre de 1991) es un futbolista ecuatoriano. Juega de volante izquierdo o extremo y su equipo actual es Shijiazhuang Gongfu de la Primera Liga China.

## Trayectoria

### Inicios
José Ayoví realizó las divisiones menores en el Norte América de la Segunda Categoría, a mediados del 2009 es cedido al Municipal de Cañar de la Serie B de Ecuador donde jugó 3 partidos anotando 1 gol. A inicios de 2010 retorna a Norte América donde fue un jugador desiquilibrante y clave para el equipo.

### Independiente del Valle
A mediados de 2010 se confirma que Independiente del Valle adquiere la totalidad de su pase. Con Independiente debuta en la Serie A de Ecuador en 2010 donde jugó 10 partidos anotando 1 gol. En 2011 logra consagrarse como titular siendo un abastecedor importante para que Narciso Mina logre quedar como goleador del Campeonato Ecuatoriano de Fútbol 2011, siendo esta una de las mejores duplas de aquella temporada. 

### Barcelona
En 2012 es fichado junto a Narciso Mina por el Barcelona Sporting Club, a pedido expreso de Luis Zubeldía, fue un jugador clave para el equipo siendo uno de los más destacados del club lo que le llevó a conquistar el Campeonato. El 29 de diciembre de 2012 se confirma la renovación de su contrato por 4 temporadas más. En el 2014 no entrena con el equipo por reclamos en los pagos y busca negociar su pase a otro club lo cual es negado por la Federación Ecuatoriana de Fútbol. El jugador podría ser suspendido hasta 3 años por incumplimiento de contrato.

### Dorados de Sinaloa
El 18 de junio de 2014 el Club Dorados de Sinaloa del Ascenso MX publicó en su cuenta de Twitter y en su página web el anuncio respectivo indicando que el jugador era la nueva contratación extranjera del club.

### Tijuana
El 25 de diciembre de 2014 se anuncia su fichaje por el Club Tijuana de la Liga MX. Debutó con los Xolos el 27 de febrero de 2015 en la victoria por 3 goles a 2 sobre Pachuca en el estadio Caliente.

### Tapachula
El 12 de junio de 2015, durante el draft del fútbol mexicano, se anunció su préstamo por un año a los Cafetaleros de Tapachula del Ascenso MX.

### Chiapas
El 9 de junio de 2016 fichó por el Chiapas Fútbol Club de la Liga MX.

### Barcelona
Es fichado por BSC para la segunda etapa del torneo ecuatoriano 2018.

### Liga Deportiva Universitaria
Llega en modalidad de préstamo durante un año para la LigaPro Banco Pichincha 2019.

### Paso por China
En 2023 se confirmó su vinculación al Shijiazhuang Gongfu Football Club de la Segunda División de China por una temporada.

## Estadísticas

### Clubes
Actualizado al último partido disputado el 17 de agosto de 2025.
| Club                    | País          | Año           | Partidos | Goles |
| ----------------------- | ------------- | ------------- | -------- | ----- |
| Independiente del Valle | Ecuador       | 2010-2011     | 49       | 8     |
| Barcelona S. C.         | Ecuador       | 2012-2013     | 53       | 5     |
| Sinaloa                 | México        | 2014          | 9        | 0     |
| Tijuana                 | México        | 2015          | 6        | 0     |
| Tapachula               | México        | 2015-2016     | 39       | 1     |
| Chiapas                 | México        | 2016          | 11       | 0     |
| Barcelona S. C.         | Ecuador       | 2017          | 37       | 3     |
| Tapachula               | México        | 2018          | 26       | 2     |
| Barcelona S. C.         | Ecuador       | 2018          | 8        | 1     |
| Liga de Quito           | Ecuador       | 2018-2019     | 49       | 4     |
| Guayaquil City          | Ecuador       | 2020          | 20       | 0     |
| Mushuc Runa             | Ecuador       | 2021          | 14       | 2     |
| Comunicaciones F. C.    | Guatemala     | 2022          | 7        | 0     |
| Shijiazhuang Gongfu     | China         | 2023-act.     | 69       | 7     |
| Total carrera           | Total carrera | Total carrera | 397      | 33    |

## Palmarés

### Campeonatos nacionales
| Título              | Club                         | País    | Año  |
| ------------------- | ---------------------------- | ------- | ---- |
| Campeonato Nacional | Barcelona S. C.              | Ecuador | 2012 |
| Ascenso MX          | Cafetaleros                  | México  | 2018 |
| Campeón de Ascenso  | Cafetaleros                  | México  | 2018 |
| Copa Ecuador        | Liga Deportiva Universitaria | Ecuador | 2019 |